# 麥肯德里鎮區 (伊利諾伊州弗米利恩縣)
麥肯德里縣區（英語：McKendree Township）是位於美國伊利諾伊州弗米利恩縣的一個行政鎮區。

## 地方資料
根據2010年美國人口普查的數據，麥肯德里縣區的面積為76.10平方千米，當中陸地面積為75.80平方千米，而水域面積為0.30平方千米。當地共有人口773人，而人口密度為每平方千米10.16人。